# K.Sevalapura, Pavagada
K.Sevalapura là một làng thuộc tehsil Pavagada, huyện Tumkur, bang Karnataka, Ấn Độ.